# بوليس 911 (لعبة فيديو)
بوليس 911 (بالإنجليزية: Police 911)‏ (باليابانية: ザ・警察官) ، هي لعبة فيديو تصويب من منظور الشخص الواحد ، أنتجت عام 2000م ، وصدرت بعد عام لنظام بلاي ستيشن 2.

## اختلاف الإصدار
في اليابان تقوم الشرطة بالزي الياباني بالبحث عن المجرمين الدوليين حسب رواية اللعبة وفي الإصدار الأمريكي قامت كونامي بتبديل البدلة اليابانية بالبدلة الأمريكية برغم من نفس المكان ونفس تصميم مراحل اللعبة.